# Efecte alfa

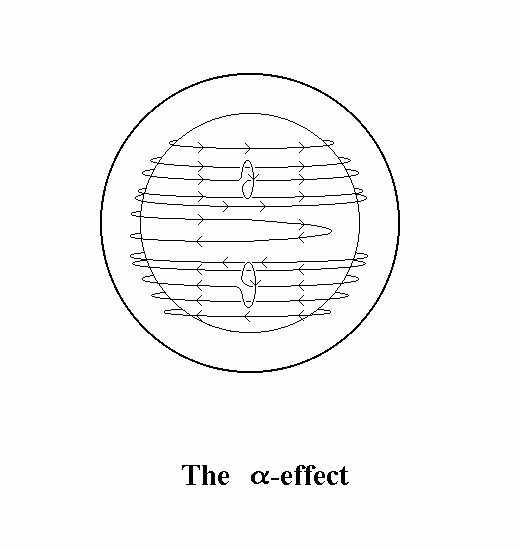
185.98x185.98px

L'efecte alfa es refereix a l'augment de la nucleofilicitat d'un àtom a causa de la presència d'un àtom adjacent (alfa) amb electrons de parell solitari. Aquest primer àtom no necessàriament presenta una major basicitat en comparació amb un àtom similar sense un àtom donant d'electrons adjacent, donant lloc a una desviació de la clàssica relació reactivitat-basicitat de tipus Brønsted. L'efecte està ben establert amb moltes teories per explicar l'efecte però sense un guanyador clar. L'efecte s'il·lustra amb l'alta nucleofilicitat de l'hidroperòxid (HO2−) i la hidrazina (N2H4).
L'efecte va ser observat per primera vegada per Jencks i Carriuolo el 1960 en una sèrie d'experiments de cinètica química que implicaven la reacció de l'acetat d'èster p-nitrofenil amb una sèrie de nucleòfils. Es va trobar que els nucleòfils regulars com l'anió fluor, l'anilina, la piridina, la diamina d'etilè i l'ió fenolat tenien taxes de reacció pseudo de primer ordre corresponents a la seva basicitat mesurades pel seu pKa. No obstant això, altres nucleòfils van reaccionar molt més ràpid del que s'esperava basant-se només en aquest criteri. Aquests inclouen hidrazina, hidroxilamina, l'ió hipoclorit i l'anió hidroperòxid.

El 1962 Edwards i Pearson (l'últim de la teoria HSAB) van introduir la frase efecte alfa per a aquesta anomalia. Va oferir el suggeriment que l'efecte va ser causat per un efecte d'estabilització de l'estat de transició (TS): en entrar al TS, el parell d'electrons lliures del nucleòfil s'allunya del nucli, provocant una càrrega positiva parcial que pot ser estabilitzada per un parell solitari adjacent com passa per exemple en qualsevol carbocatió.
Al llarg dels anys, s'han presentat moltes teories addicionals que intenten explicar l'efecte. La teoria de la desestabilització de l'estat terrestre proposa que la repulsió electró-electró entre el parell alfa-parell i el parell d'electrons nucleòfils es desestabilitzen mútuament mitjançant repulsió electrònica (interacció orbital plena-plena) disminuint així la barrera d'activació augmentant l'energia de l'estat del sòl i fent-la més reactiva. Això explica la major reactivitat dels α-nucleòfils, però, aquest mecanisme electrònic també hauria d'augmentar la basicitat i, per tant, no pot explicar completament l'α-efecte. L'estabilització de l'estat de transició és possible assumint algun caràcter de radical lliure de TS o suposant que el TS té una formació d'enllaç nucleòfil-substrat més avançada. La polaritzabilitat del nucleòfil o afectació de la catàlisi intramolecular també té un paper. Un altre estudi in silico sí que va trobar una correlació entre l'efecte alfa i l'anomenada energia de deformació, que és l'energia electrònica necessària per unir els dos reactius en l'estat de transició.
L'efecte alfa també depèn del dissolvent, però no d'una manera previsible: pot augmentar o disminuir amb la composició de la barreja de dissolvents o fins i tot passar per un màxim. Almenys en alguns casos, s'ha observat que l'efecte alfa desapareix si la reacció es realitza en fase gas, cosa que porta a alguns a concloure que es tracta principalment d'un efecte de resolució.

## Com funcionen els agonistes adrenèrgics alfa/beta?
Els agonistes alfa/beta-adrenèrgics són una classe de fàrmacs que actuen simultàniament sobre els receptors alfa i beta-adrenèrgics. Els receptors alfa i beta-adrenèrgics són tipus de receptors adrenèrgics que tenen un paper central en el sistema nerviós simpàtic, la part del sistema nerviós que augmenta la freqüència cardíaca, la pressió arterial, la freqüència respiratòria i la mida de la pupil·la ocular. Els receptors alfa i beta-adrenèrgics estan presents principalment a:
- Cèl·lules musculars llises
- Teixit muscular del cor (teixit del miocardi)

L'estimulació dels receptors alfa i beta-adrenèrgics poden provocar:
- Augment de la freqüència cardíaca
- Augment de la pressió arterial
- Augment de la sortida cardíaca
- Augment de la resistència de les artèries al flux sanguini
- Augment de la resistència a la sortida urinària
- Foment de la broncodilatació

## Com s'utilitzen els agonistes alfa/beta adrenèrgics?
Els agonistes alfa/beta adrenèrgics s'administren per via intravenosa o com a xeringa autoinjectora preomplenada i s'utilitzen per tractar:
- Hipotensió
- Aturada cardíaca
- Hipotensió associada a xoc sèptic
- Anafilaxi
- Midriasi
- Bradicàrdia simptomàtica

## Quins són els efectes secundaris dels agonistes adrenèrgics alfa/beta?
Els efectes secundaris associats als agonistes alfa/beta adrenèrgics inclouen:
- Mal de cap
- Mareig
- Nàusees
- Hipertensió
- Hipersensibilitat
- Mal de panxa
- Fatiga
- Visió borrosa
- Al·lucinació
- Confusió
- Diarrea
- Inquietud
- Palpitacions
- Vòmits
- Batecs cardíacs irregulars
- Ansietat
- Mareig
- Nerviosisme